# Fairland (Indiana)
Fairland è un comune degli Stati Uniti d'America, situato nello Stato dell'Indiana, nella contea di Shelby.